# Hohenbergi Gertrúd német királyné
Hohenbergi Gertrúd (más névváltozata alapján Hohenbergi Anna, németül: Gertrud von Hohenberg; Deilingen, Sváb Hercegség, 1225 körül – Bécs, Osztrák Hercegség, 1281. február 18.), Habsburg Rudolf hitveseként német királyné 1273-tól 1281-es haláláig. Károly Róbert magyar király anyai nagyanyja.

## Élete
V. Burkhard hohenbergi gróf és Tübingeni Mechtild palotagrófnő leányaként. Apai nagyszülei IV. (Habsburg) Burkhard hohenbergi gróf és ismeretlen nevű felesége, anyai nagyszülei II. (Nagold) Rudolf tübingeni palotagróf és ismeretlen nevű felesége (Ronsbergi Henrik őrgróf leánya) voltak.
1245-ben Gertrúd hozzáment a körülbelül 27 esztendős, leendő I. Rudolf német királyhoz, akinek tíz örököst szült frigyük mintegy 36 éve alatt:
- Matild (1251 vagy 1253-1304. december 23.), aki 1273. október 24-én hozzáment a 44 éves, kétgyermekes, kétszeresen is özvegy II. (Wittelsbach) Lajos bajor herceghez, akinek négy gyermeket (Ágnes, Rudolf, Mechthild és Lajos) szült házasságuk 20 éve során.

- Albert (1255 júliusa – 1308. május 1.), aki 1274. december 20-án nőül vette a körülbelül 12 esztendős Karintiai Erzsébet hercegnőt, aki 12 örökössel (Rudolf, Frigyes, Lipót, Albert, Henrik, Menyhért, Ottó, Anna, Ágnes, Erzsébet, Katalin és Judit) ajándékozta meg férjét frigyük 33 éve alatt.

- Katalin (1256–1282. április 4.), aki 1279 januárjában feleségül ment a 17 éves III. (Wittelsbach) Ottó bajor herceghez, későbbi magyar királyhoz, akinek egy fiúikerpárt (Henrik és Rudolf) szült frigyük 3 éve alatt, akik még csecsemőként meghaltak, a szülést követő komplikációkban.

- Ágnes (1257 körül-1322. október 11.), aki 1273-ban hozzáment a körülbelül 23 éves II. (Ascania) Albert szász herceghez, akit hat gyermekkel (Rudolf, Ottó, Albert, Vencel, Erzsébet és Anna) ajándékozott meg frigyük mintegy 25 éve során.

- Hedvig (?-1285/6), aki 1279-ben VI. Ottó brandenburgi őrgróf hitvese lett, s valószínű, hogy született is egy közös gyermekük, aki korán meghalt.

- Klemencia (1262 körül – 1293/95 februárja), aki 1281. január 8-án nőül ment a csupán kilenc esztendős Martell Károly nápolyi királyi herceghez, s 14 évig tartó házasságukból 3 gyermek (Károly Róbert, Beatrix és Klemencia) született.

- Hartmann (1263-1281. december 21.), aki körülbelül 18 éves korában a Rajna folyóba fulladt.

- Rudolf (1270-1290. május 10.), aki 1289-ben elvette a körülbelül 20 éves Přemysl Ágnes cseh királyi hercegnőt, akitől egy fia született, János.

- Guta (1271. március 13 - 1297. május 21.), aki 1285. január 24-én hozzáment a 13 esztendős II. (Přemysl) Vencel cseh királyhoz, s neki 10 örököst (Ottokár, Vencel, Ágnes, Anna, Erzsébet, Judit, János (1), János (2), Margit és Jutta) szült frigyük 12 éve során.

- Károly (született és meghalt 1276-ban).

I. Rudolf néven, 1273. szeptember 29-én Gertrúd férjét Frankfurtban német királlyá választották, nagyrészt az asszony kuzinja, III. Frigyes nürnbergi várgróf közbenjárására. Az újdonsült uralkodót október 24-én, Aachenben koronázták meg.
Gertrúd királyné 1281. február 16-án, Bécsben hunyt el, körülbelül 56 éves korában. Özvegye, Rudolf három évig nem nősült újra, ám 65 évesen újból oltár elé állt, ezúttal a körülbelül 14 éves Burgundiai Izabella hercegnővel, akivel hét évig voltak házasok, de közös gyermekük nem született.